# Coralie Simmons
Coralie Denise Simmons, född 1 mars 1977 i Hemet, Kalifornien, är en amerikansk vattenpolospelare. Hon deltog i den olympiska vattenpoloturneringen i Sydney där USA:s damlandslag i vattenpolo tog silver. Simmons spelade sju matcher i turneringen och gjorde nio mål.
Simmons utexaminerades år 2001 från University of California, Los Angeles.